# Emma Cooke
Emma Cooke (* 7. September 1848 in Fayetteville, Pennsylvania; † 22. Januar 1929 in Washington, D.C.) war eine US-amerikanische Bogenschützin.

## Sportliche Erfolge
Cooke nahm erfolgreich an den Olympischen Spielen 1904 in St. Louis teil, wo sie beide Male hinter Lida Howell den zweiten Platz und somit die Silbermedaille erreichte. Auch in der Team Round war sie mit den Potomac Archers den späteren Siegern unterlegen; diese „Silbermedaille“ wird dennoch nicht immer offiziell gezählt.
1902 und 1906 gewann sie auf nationaler Ebene Meistertitel. Sie zählte zu den 10 ältesten weiblichen Medaillengewinnern bei Olympischen Spielen, und zu den 5, die zur Zeit ihrer Siege bereits älter als 50 Jahre waren. Ihr Alter wird für den 20. September 1904 mit 56 Jahren und 13 Tagen angegeben. Ihre Konkurrentin im Kampf um die Goldmedaille, Lida Howell, war an diesem Tag 45 Jahre und 23 Tage alt. Älter als sie war bei diesen Wettkämpfen nur Jessie Pollock.